# Saen Phu

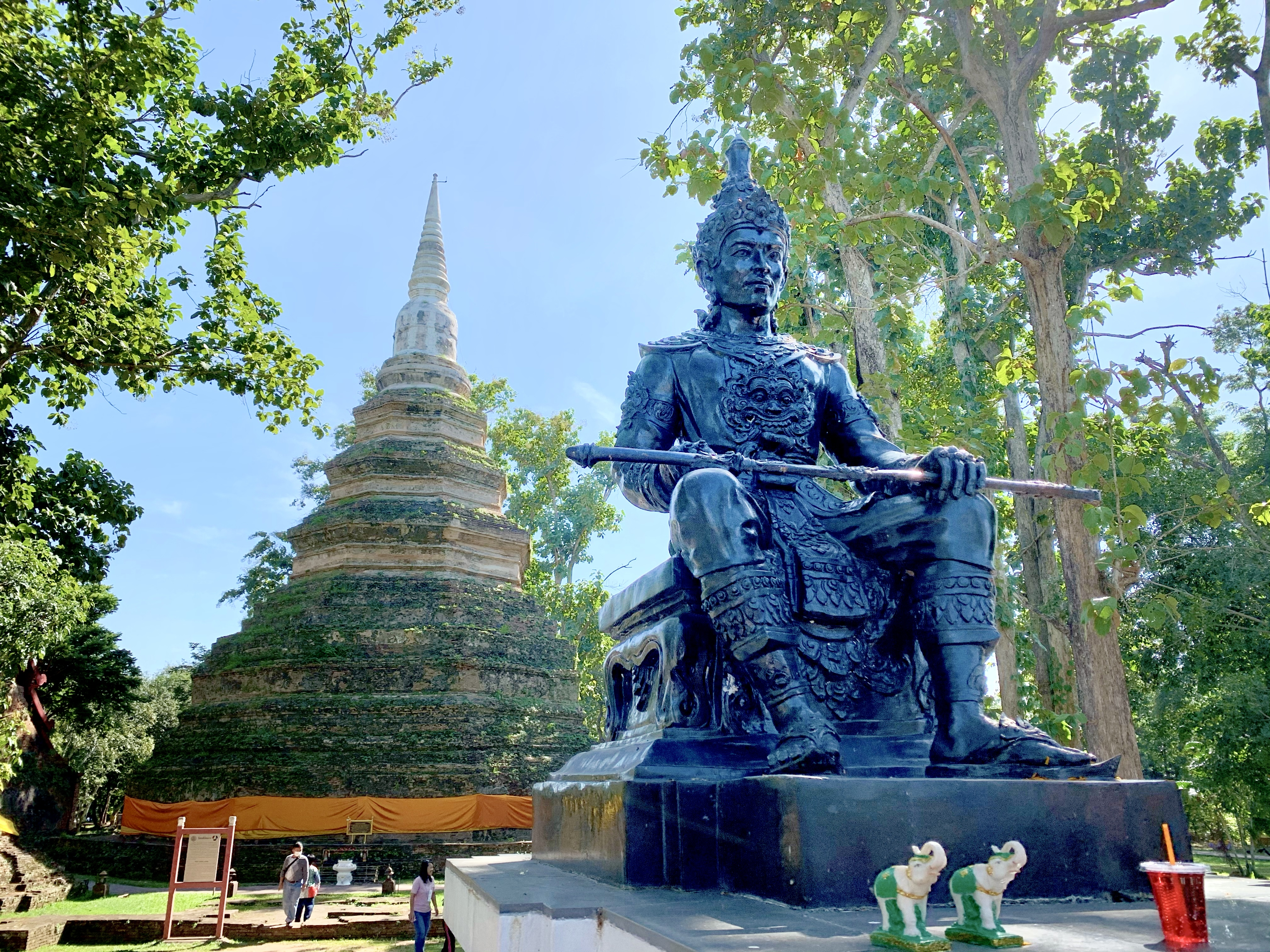
Saen Phu

Saen Phu (thailändisch แสนภู; * 13. Jahrhundert; † 1334 in Chiang Saen) war zwischen 1325 und 1334 der dritte König des Reiches Lan Na in Nord-Thailand.

## Leben
Saen Phu war ein Sohn von König Chai Songkhram und lebte die meiste Zeit seines Lebens in Chiang Rai, der alten Hauptstadt von Lan Na. Er folgte seinem Vater 1325 auf den Thron und ernannte Kham Fu als Kommandant und Verwalter der 1296 gegründeten neuen Hauptstadt Chiang Mai. 1327 ließ Saen Phu die Stadt Chiang Saen auf dem alten Herrschaftsgebiet von Ngoen Yang anlegen, um das Reich Lan Na gegen Angriffe aus dem Norden zu wappnen. Er blieb dort bis zu seinem Tod 1334.